# ヘンリー・メイコウ
ヘンリー・メイコウ （英語: Henry Makow、1949年11月12日 - ）は、カナダの著作家である
スイス・チューリッヒのユダヤ人家庭に生まれ、幼いとき家族とともにカナダに移住した。1982年、トロント大学で英文学博士号を取得。1984年、ボードゲーム「スクラプルズ」を開発した。陰謀論研究者でもある。

## 著作
- 太田龍監訳『イルミナティ― 世界を強奪したカルト』成甲書房、2009年5月
- ベンジャミン・フルフォード監訳・解説『「フェミニズム」と「同性愛」が人類を破壊する : セックス洗脳と社会改造計画の恐怖』成甲書房、2010年9月